# Alfonso de Castilla (1144-1149)
Alfonso de Castilla (Toledo, antes de agosto de 1143-c. 1149) fue un infante, hijo del rey Alfonso VII de León y de la reina Berenguela de Barcelona.

## Orígenes familiares
Hijo de Alfonso VII y de la reina Berenguela de Barcelona, sus abuelos paternos fueron la reina Urraca —hija de Alfonso VI de León y el conde Raimundo de Borgoña—, y los maternos fueron Ramón Berenguer III de Barcelona, conde de Barcelona, y su esposa la condesa Dulce de Provenza. Fueron sus hermanos los reyes Fernando II de León y Sancho III de Castilla.

## Biografía
El infante Alfonso, el hijo más pequeño habidos en el matrimonio de Alfonso VII y Berenguela de Barcelona, nació antes del 23 de agosto de 1143, fecha en la cual sus padres hicieron una donación a la catedral de Toledo.
Se desconoce su fecha exacta de defunción, aunque hubo de fallecer antes de enero de 1149, pues en esa fecha es la última ocasión en que se menciona su nombre en los documentos de la época.

## Sepultura
Después de su defunción, el cadáver del infante Alfonso de Castilla fue conducido a la ciudad de Toledo, donde recibió sepultura en el Monasterio de San Clemente, de religiosas cistercienses, que había sido fundado por Alfonso VII, quien donó para ello uno de sus palacios en la ciudad.
Los restos del infante Alfonso de Castilla yacen enterrados en el coro del monasterio de San Clemente de Toledo, en el que posteriormente recibiría sepultura su hermanastro, el infante Fernando de Castilla y Polonia, hijo de Alfonso VII y de Riquilda de Polonia.